# Eugenia chacoensis
Eugenia chacoensis là một loài thực vật có hoa trong Họ Đào kim nương. Loài này được (D.Legrand) Kausel mô tả khoa học đầu tiên năm 1967.